# Borg el-Arab Stadion
A Borg el-Arab Stadion  egy 2006-ban átadott stadion Egyiptomban, a Földközi-tenger partján fekvő Borg el Arab nevű településen, Alexanriától 50 km-re nyugatra. 80 000 ülőhelyével Afrika legnagyobb stadionja. A Kairó és Alexandria közötti sivatagban futó autópálya mentén található építmény a Borg el-Arab reptértől 10 km-re, Alexandria belvárosától pedig 15 km-re. A központi pálya körül futópálya van. Mindössze egy oldala fedett.
A Borg el-Arab Stadion lesz a 2009-es U20-as labdarúgó-világbajnokság egyik stadionja. Itt rendezik a hazaiak nyitómeccsét Trinidad és Tobago korosztályos válogatottja ellen 2009. szeptember 24-én. A magyar U20-as labdarúgó-válogatott ebben a stadionban nem játszott mérkőzést a tornán.

## Lásd még
- Egyiptomi labdarúgó-bajnokság
- Egyiptomi labdarúgó-válogatott
- Kairói Nemzetközi Stadion